# Tierbekleidung

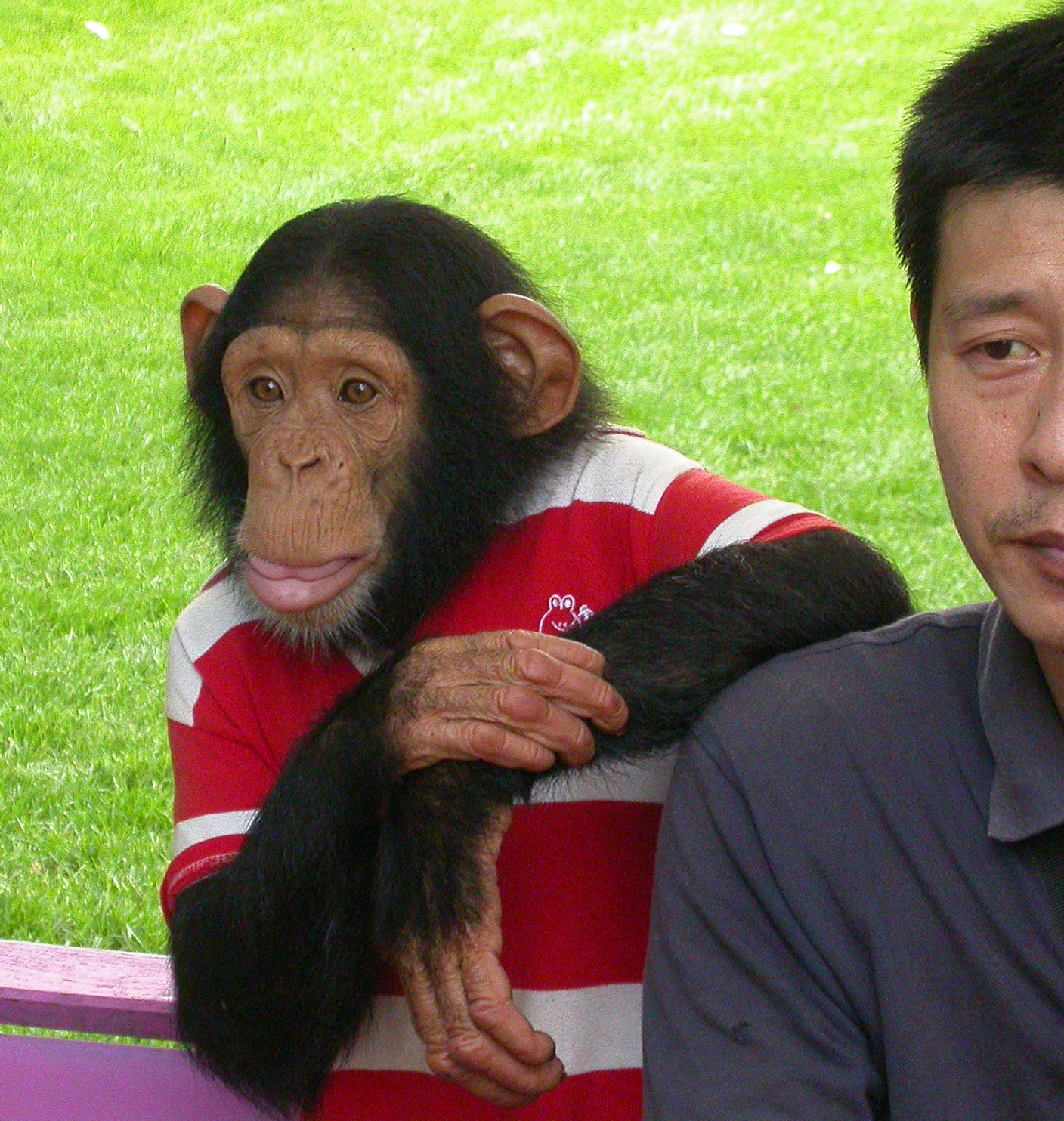
Schimpanse in Menschenkleidung

Die Bekleidung von Haustieren nach menschlichem Vorbild ist ein gesellschaftlich umstrittenes Phänomen. Bei einigen Haustieren – insbesondere bestimmten Hunde- oder Katzenrassen – kann eine Bekleidung, die vor Kälte oder Nässe schützt, notwendig sein, da einige Rassetieren die natürlichen Schutzmechanismen gezielt weggezüchtet wurden oder sie deutlich kleiner sind als die Wildform und dadurch schneller ihre Körperwärme verlieren.
Funktionskleidung wie Schwimmwesten, Pferdedecken und Regenschutz werden dabei ebenso als Tierbekleidung bezeichnet wie offizielle Arbeitskleidung (einschließlich Uniformen für Diensthunde) aber auch Faschingskostüme und sonstige Verkleidungen.

## Tierbekleidung nach Spezies

### Hunde

#### Hundebekleidung für Haus- und Diensttiere

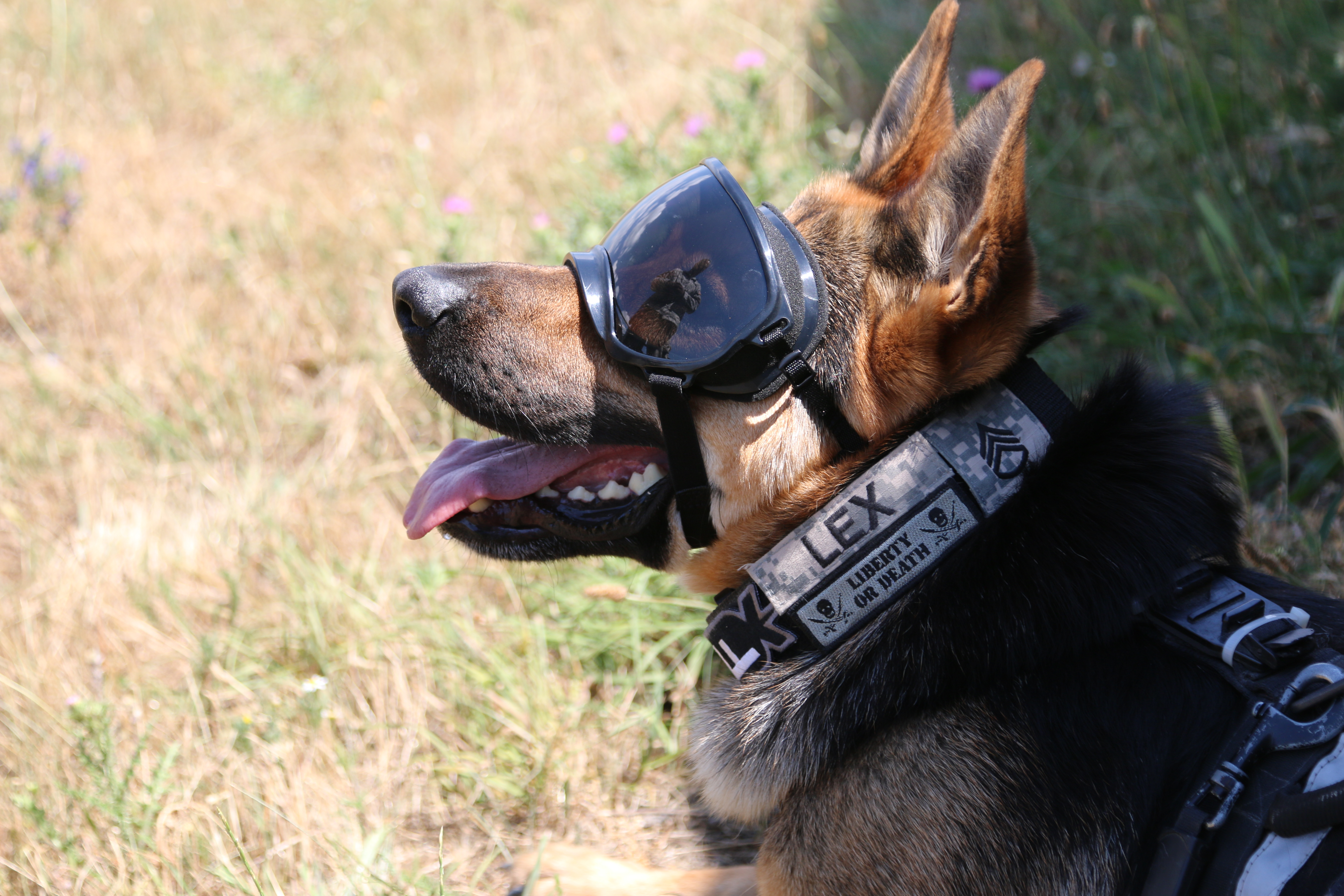
Diensthund mit Schutzbrille

Als Hundepullover wird ein Textil bezeichnet, welches dem Schutz des Rumpfes von Haushunden vor Umwelteinflüssen dient. Prinzipiell unterscheidet man zwischen vier Anwendungsbereichen:
- Witterungsschutz: Bei einigen Hunderassen, insbesondere bei Nackthunden, ist infolge angezüchteter genetischer Defekte die Schutzfunktion des natürlichen Haarkleides nicht mehr gewährleistet. Die Aufgaben des Fells werden somit durch ein entsprechendes Kleidungsstück übernommen, welches sowohl vor Kälte schützt als auch die Schädigung der Haut durch UV-Strahlung verhindert. Hunde, die zu den Zwergrassen gehören, geben wegen ihres geringen Körpervolumens ihre Körperwärme schneller ab und profitieren von Hundepullovern zum Warmhalten. Such- und Rettungshunde, die in kaltem Wasser gesucht haben oder die in Hochgebirgsregionen nach Lawinen oder nach Erdbeben in kalten Gebieten Vermisste oder Verschüttete suchen, bekommen warmhaltende Schutzkleidung angezogen, die gleichzeitig die Funktion von Signalwesten hat.
- Dienstkleidung, bei Diensthunden, je nach Einsatzbereich witterungsbeständig, schusssicher, als Kälteschutz bzw. Schwimmweste oder sonstige Hundeschutzweste
- Medizinische Anwendung: Nach operativen Eingriffen im Bereich des Rumpfes kann ein Hundepullover (OP-Body) die  Verwendung eines Halskragens zur Verhinderung des Leckens oder Nagens an der Wunde überflüssig machen. Diese Alternative steigert die Lebensqualität der Tiere im Zeitraum der Anwendung erheblich, da die allgemein üblichen Halskragen einen Schalltrichtereffekt hervorrufen und den Hund in seiner Bewegungsfähigkeit stark einschränken. Hygienisch ist diese Verwendung jedoch nicht unkompliziert, da besonders bei Rüden häufig eine Verschmutzung durch Urin erfolgt. Weiterhin werden Hundepullover bei mit Haarausfall verbundenen Endokrinopathien (Cushing-Syndrom, Hypothyreose, Hyperöstrogenismus) eingesetzt, um die Funktion des Fells vorübergehend zu ersetzen.[1] Da nicht nur Heimtiere, sondern auch Versuchstiere von operativen Eingriffen betroffen sind, gehört angemessene medizinische Bekleidung oder Bedeckung des operierten Tieres (z. B. durch sterilisiertem Zellstoff und Alufolie) zu den Maßnahmen, welche die Tierärztliche Vereinigung für Tierschutz empfehlen.[2]

Bekleidung für Hunde

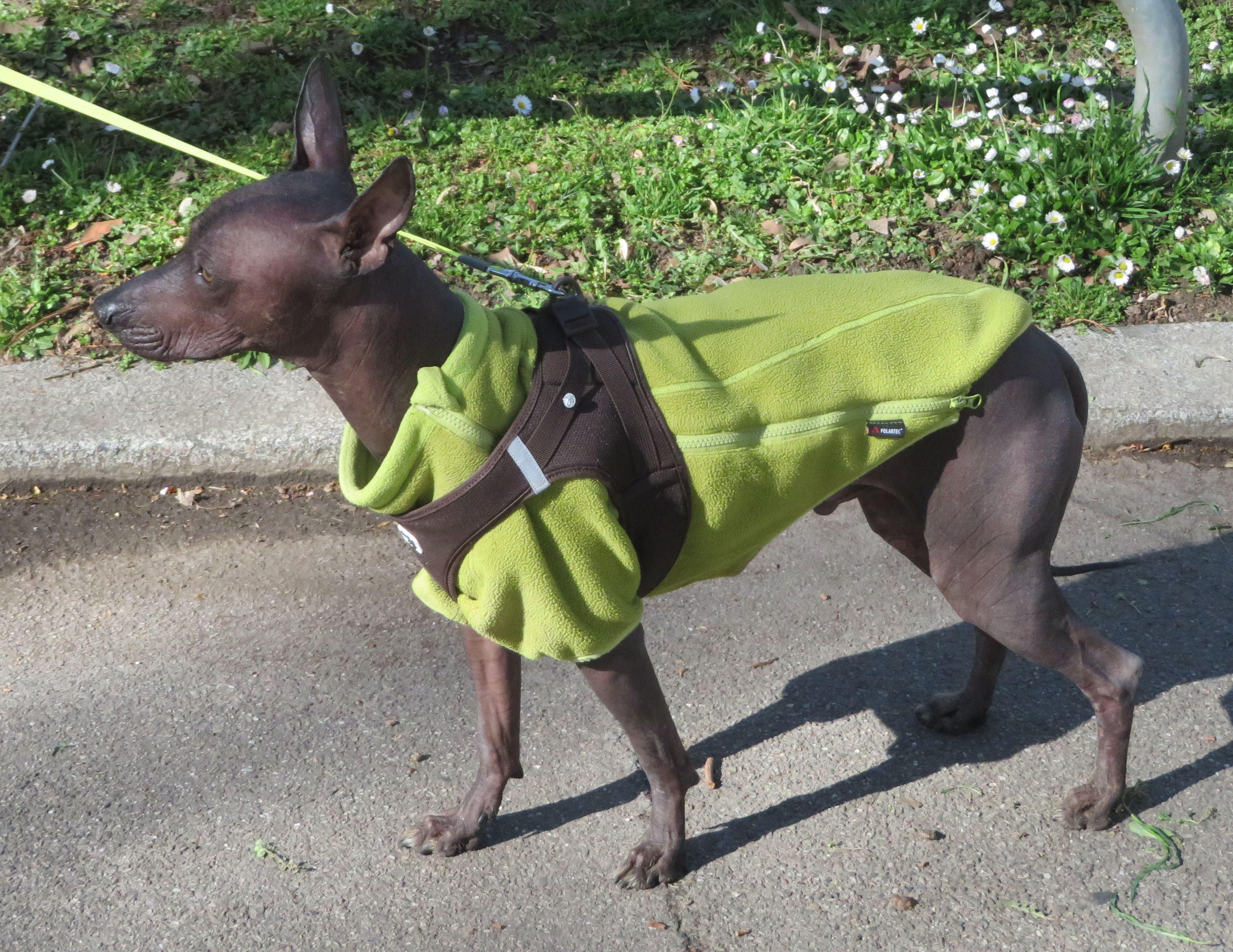
Peruanischer Nackthund mit Reißverschlussjacke
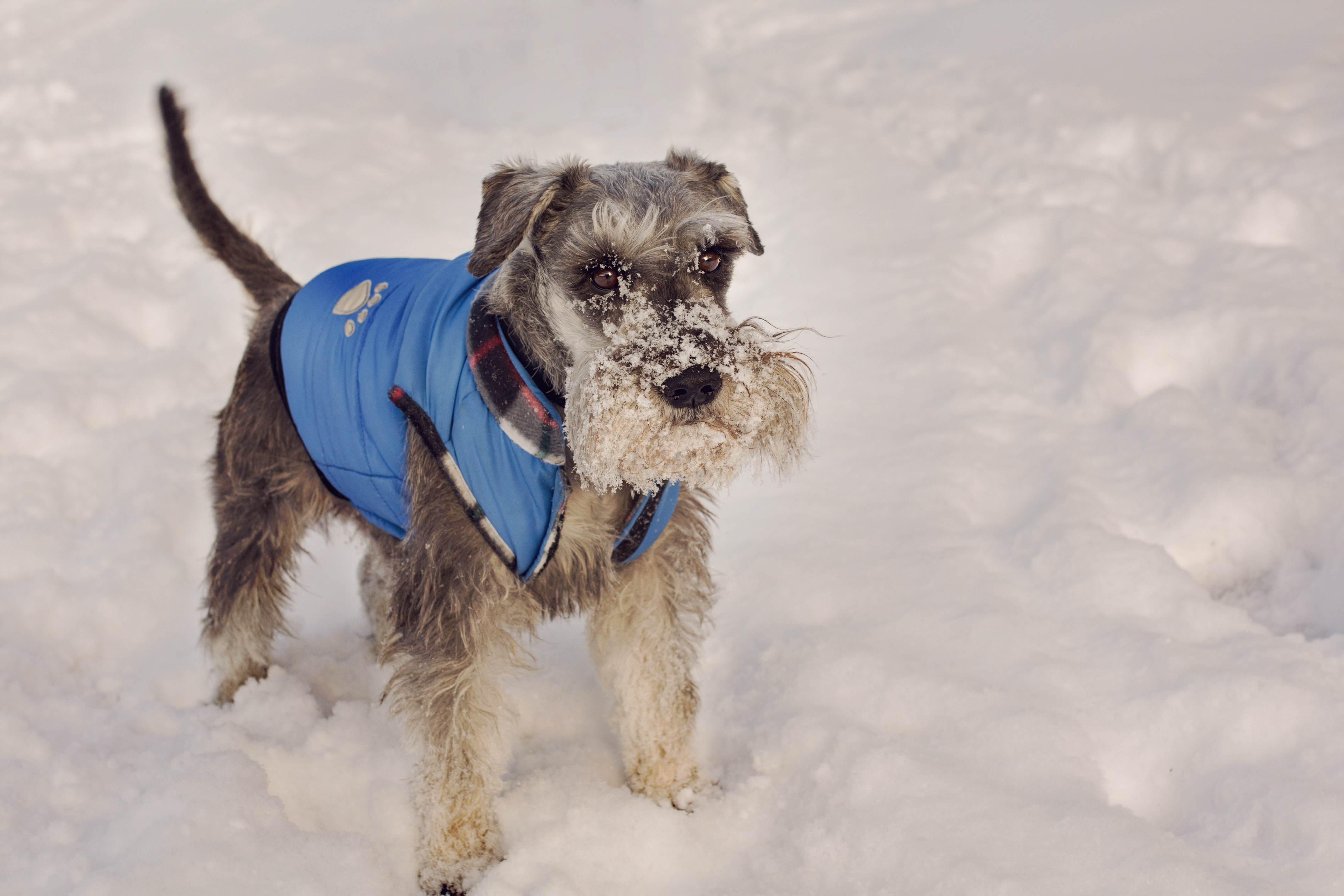
Ein Terrier in der Outdoorjacke eines Markenherstellers
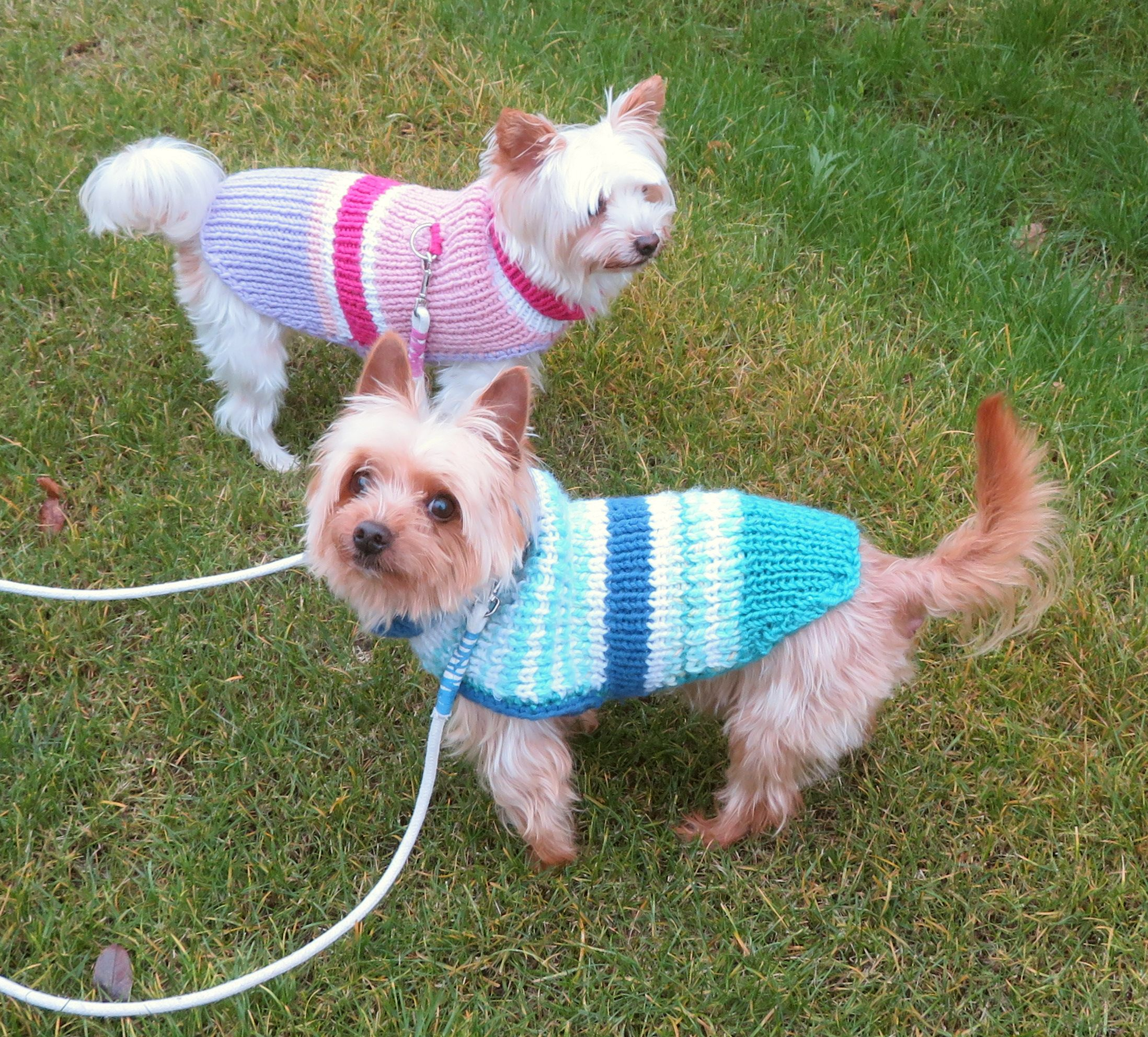
Hunde einer Zwergrasse mit handgestrickten Pullovern gegen Kälte
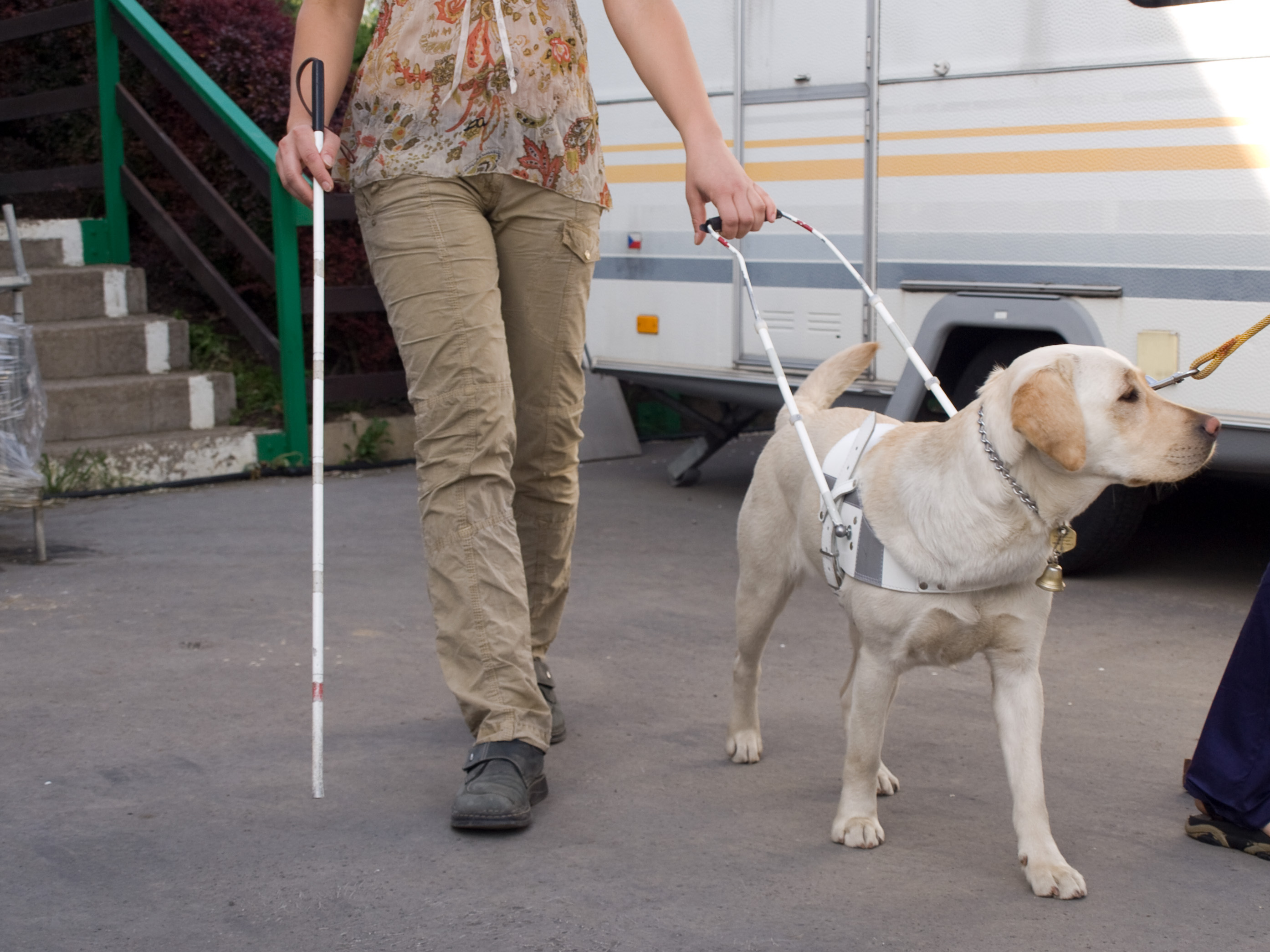
Golden Retriever mit der für einen Blindenhund typischen Ausstattung
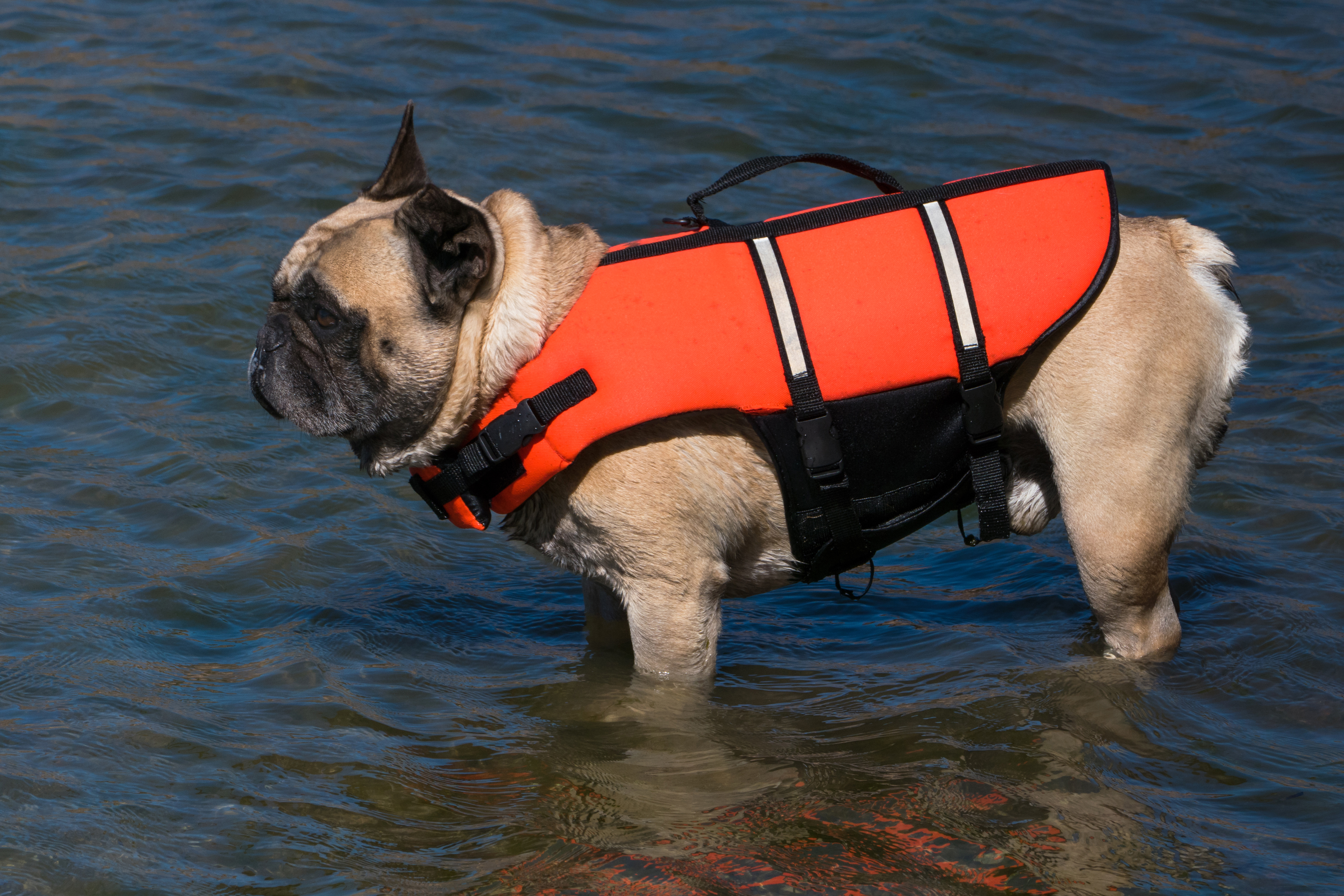
Französische Bulldogge in passender Rettungsweste
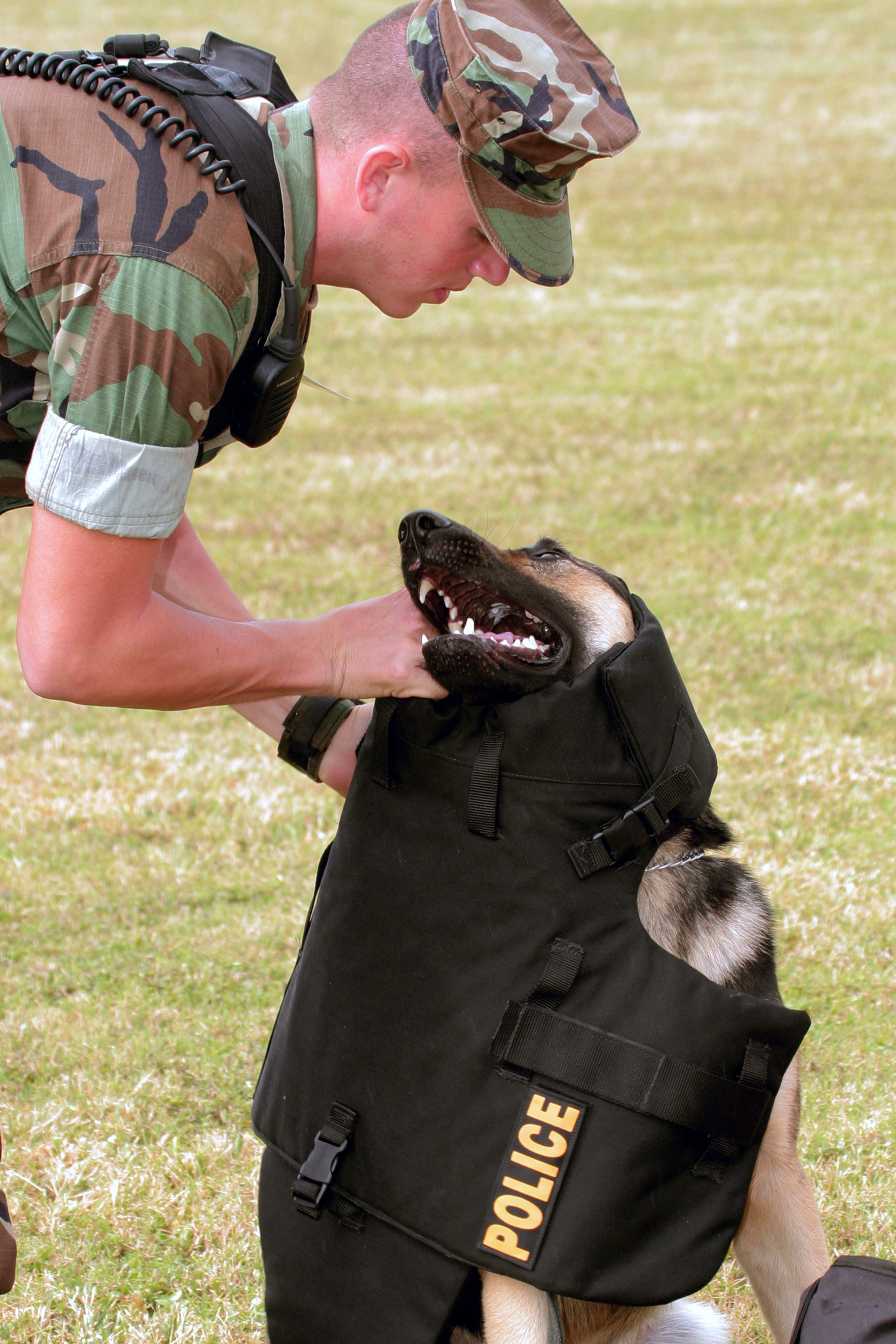
Ein Deutscher Schäferhund beim Anlegen einer kugelsicheren Hundeschutzweste
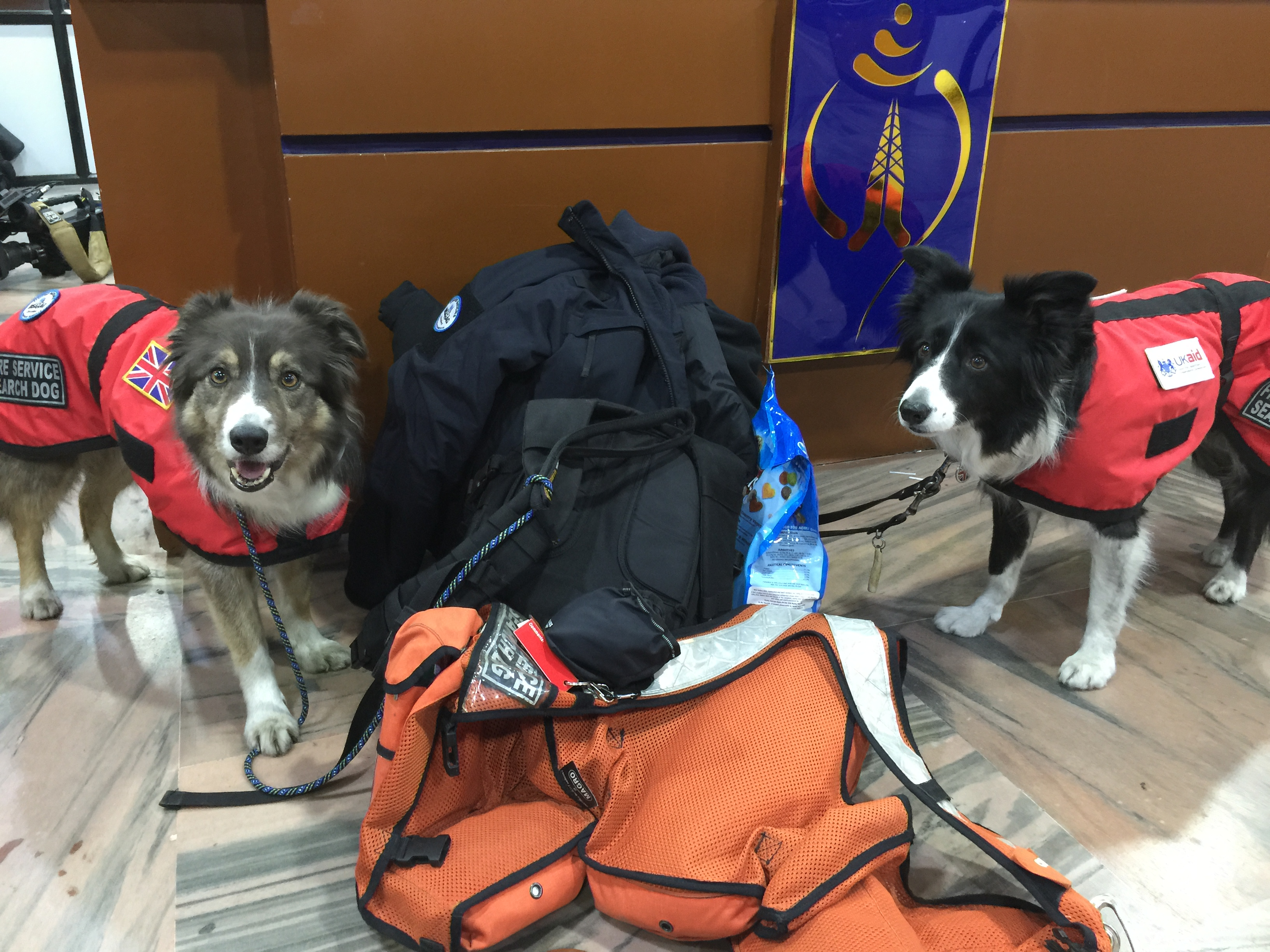
Such- und Rettungshunde in Schutzkleidung
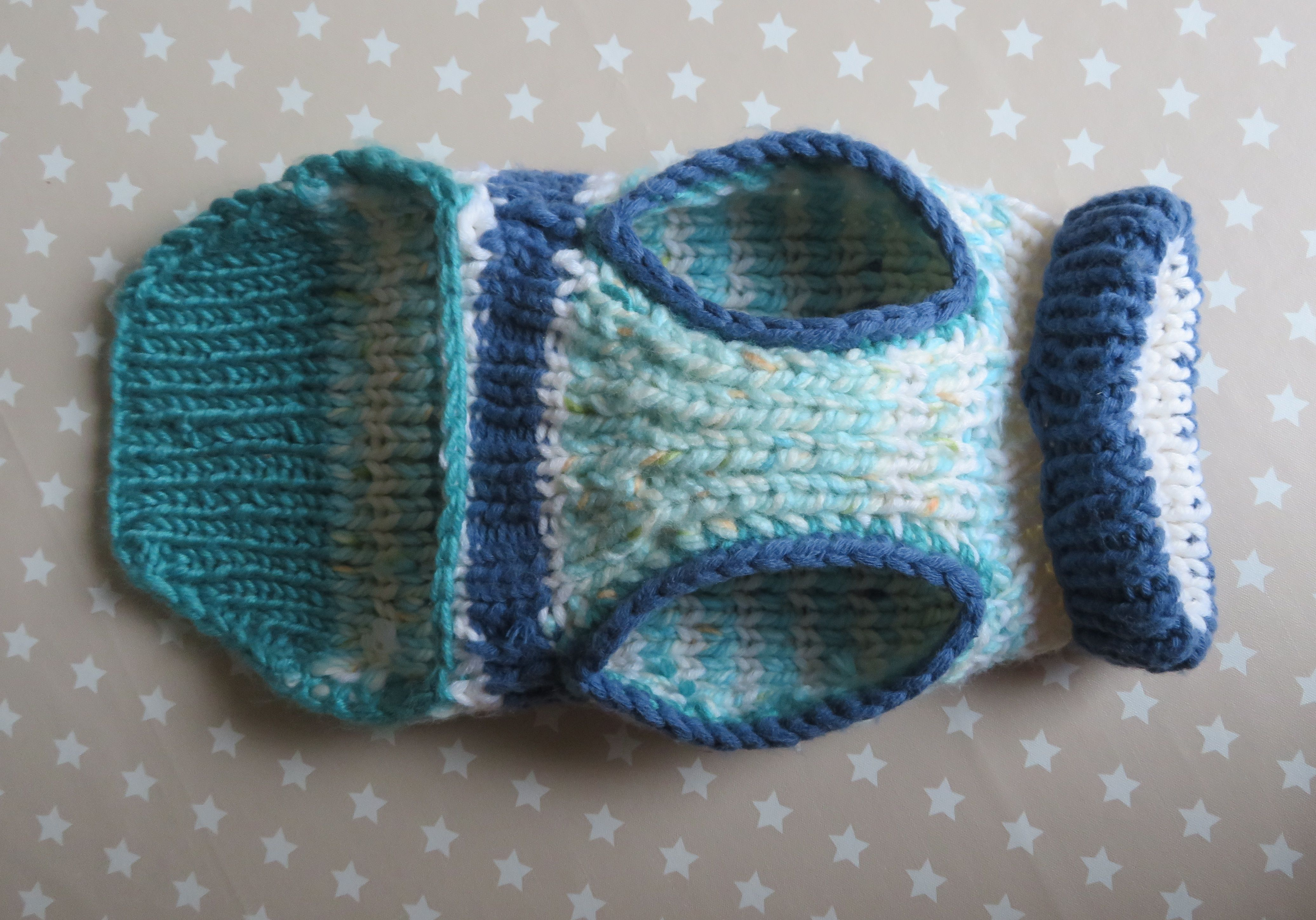
Unterseite des handgestrickten Hundepullis
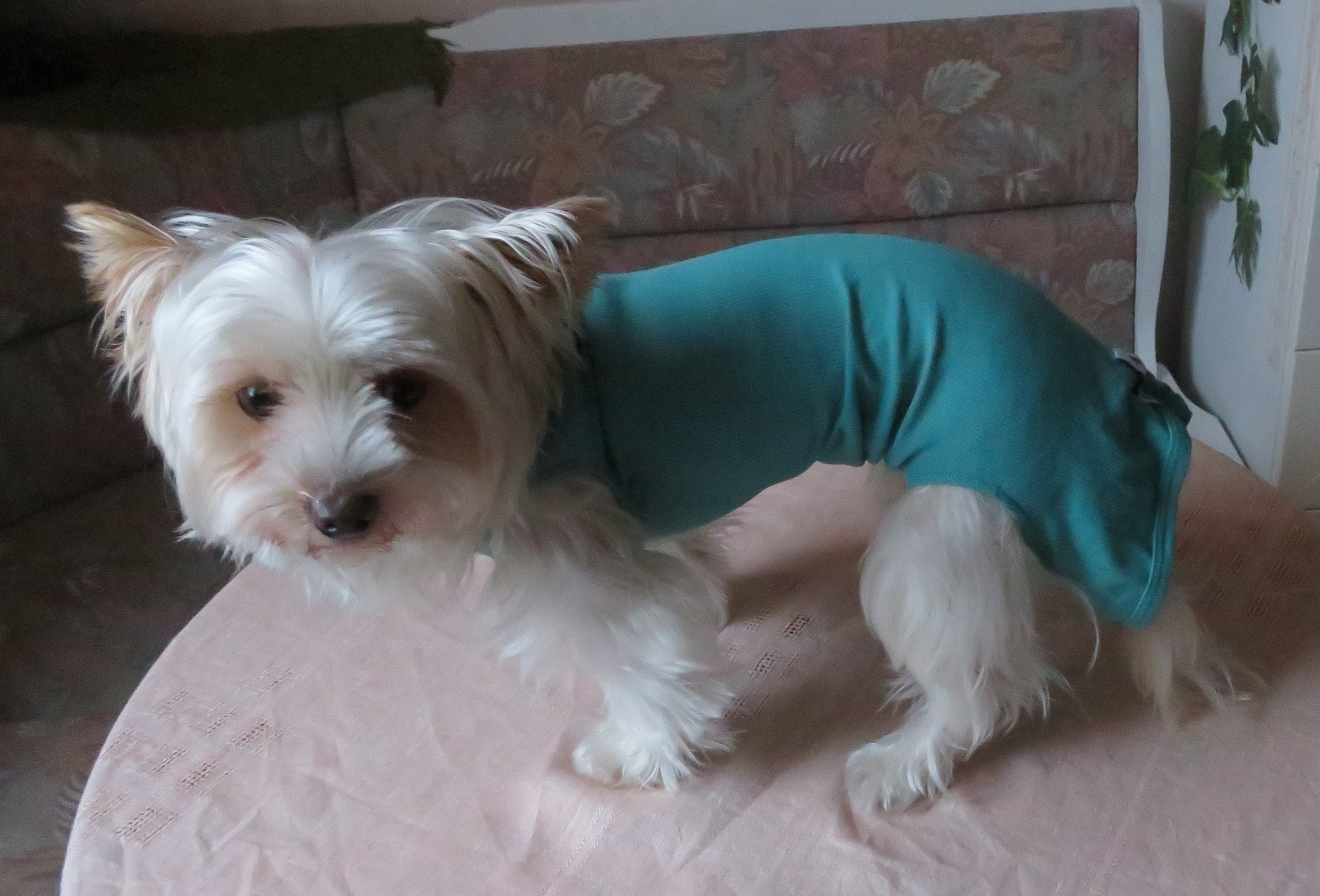
OP-Body zum Schutz frischer Operationsnähte

#### Hundemode und Hundeverkleidung
Im Verkleidungs- und Kostümbereich werden mittlerweile immer mehr aufeinander abgestimmte Outfits für Hunde angeboten, die von Tierschützern in der Regel abgelehnt werden und mit der Vermenschlichung von Haustieren in Verbindung gebracht werden.
- Verwendung als modisches Accessoire
- Kostümierung für ein bestimmtes Event, eine Mottoparty oder eine Feier, wie z. B. Halloween oder Fasching
- Ob das Kostüm dem Tier lästig ist, oder es behindert, spielt oftmals eine untergeordnete Rolle

Kostümierte Hunde

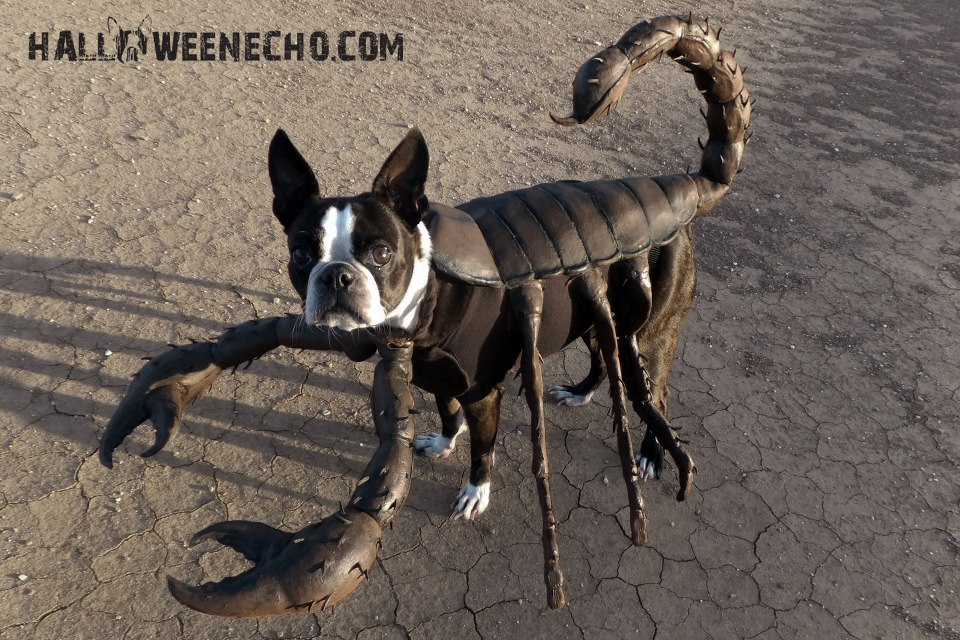
Als Skorpion verkleideter Hund
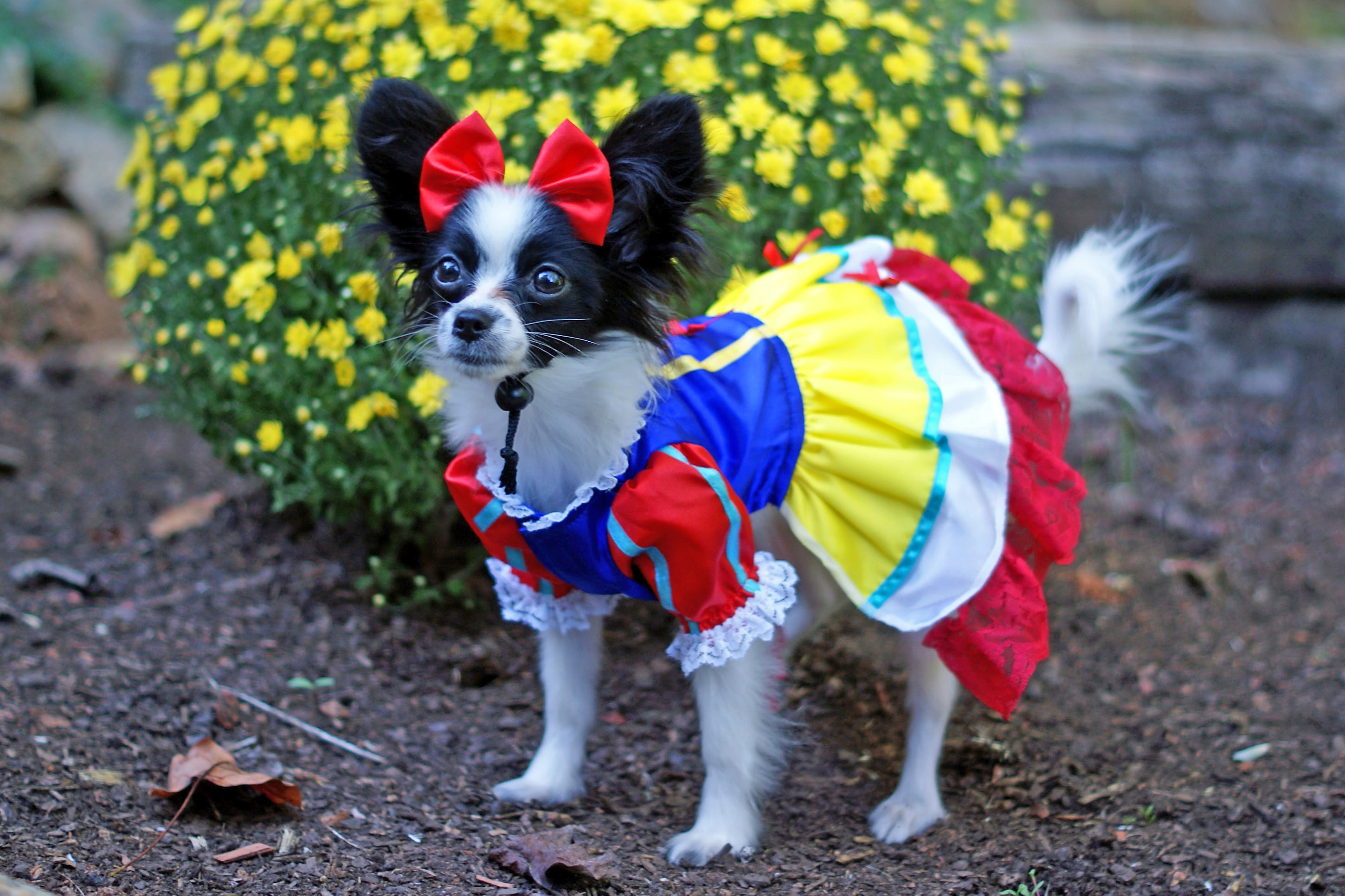
„Hundeprinzessin“
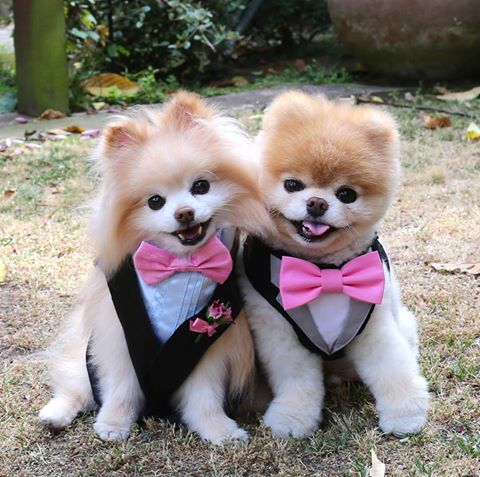
Zwerghunde mit unnötiger Kleidung als Accessoire
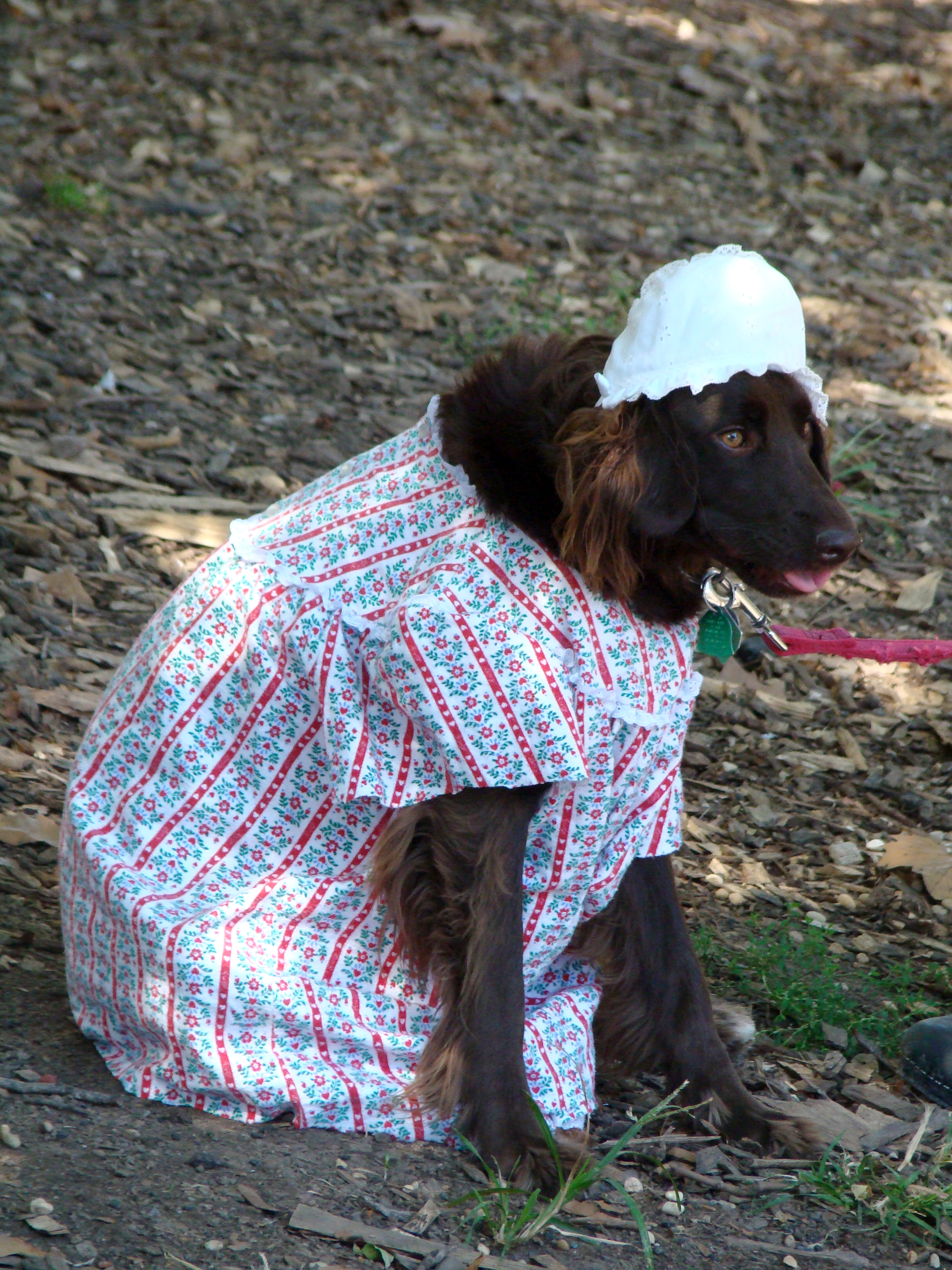
Hund mit behindernder Kleidung
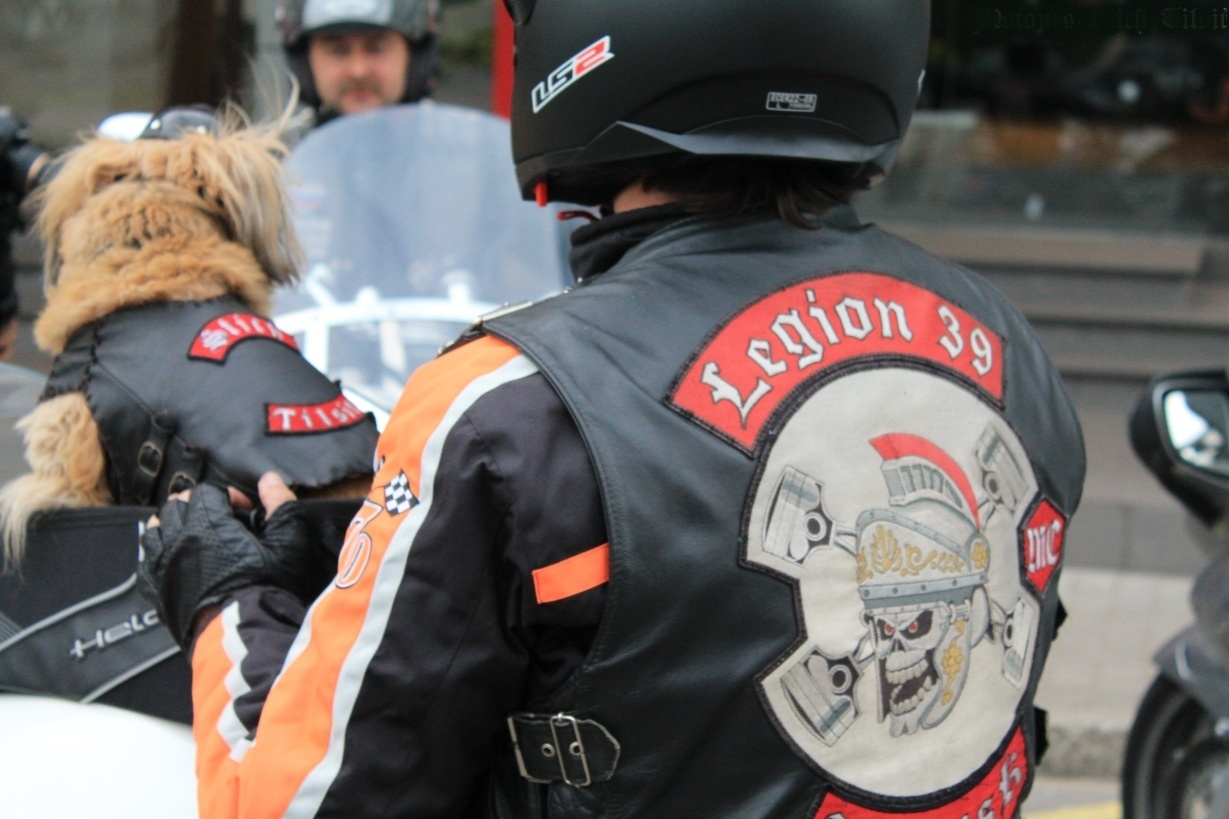
Biker und Hund im Partnerlook
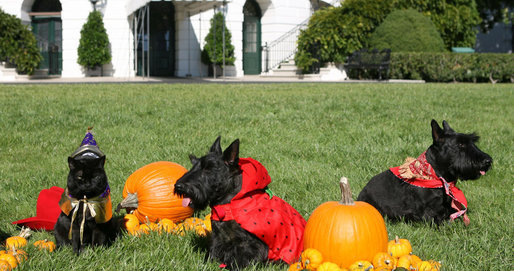
Die Haustiere des ehemaligen US-Präsidenten George W. Bush, Halloween 2007
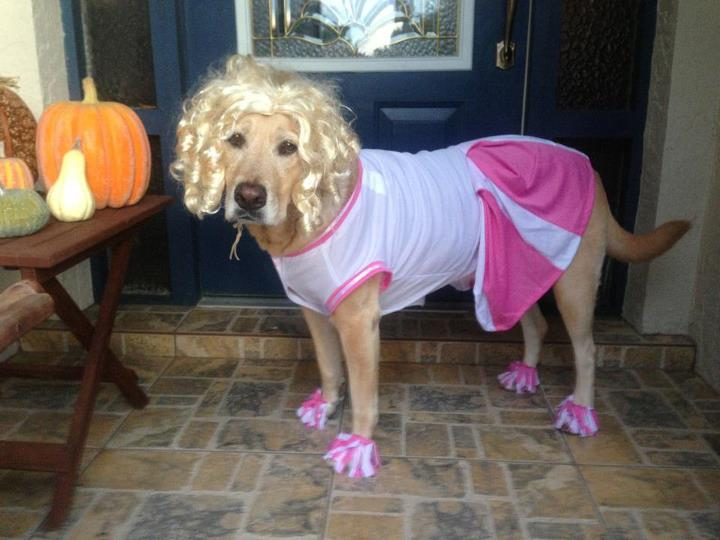
Hundekostüm Cheerleader mit Perücke und Pompons für die Pfoten

### Pferdebekleidung
Pferde, die nach einem Geländeritt oder nach dem Springen über Hindernisse schwitzen, werden nach dem Abreiten am Zügel herumgeführt, damit die Produktion von Körperwärme nachlässt. Sie werden mit Tüchern oder mit Stroh trockengerieben und bekommen manchmal eine Pferdedecke umgehängt, damit sie sich nicht erkälten, wenn sie mit der Restfeuchte im Fell ruhig stehen. Auch manche Zugpferde, die bei Minusgraden im Freien stehen, bekommen nach der Arbeit nach dem Abreiben eine Pferdedecke umgehängt. Da die Pferde sich – anders als in freier Wildbahn – innerhalb des Zauns weniger bewegen und weniger Eigenwärme produzieren können, sind Pferdedecken eine übliche Tierbekleidung zum Schutz vor Erkältungen. Eine leichte Sommerdecke schützt den Rumpf des Pferdes vor Bremsenstichen.
Bei Wettkämpfen, Wettbewerben und Feierlichkeiten gibt es auch entsprechende Festtagsbekleidung für Pferde.
Zu der Dienstbekleidung für Pferde zählt diverse Ausdünstung für Tiere der berittenen Polizei.

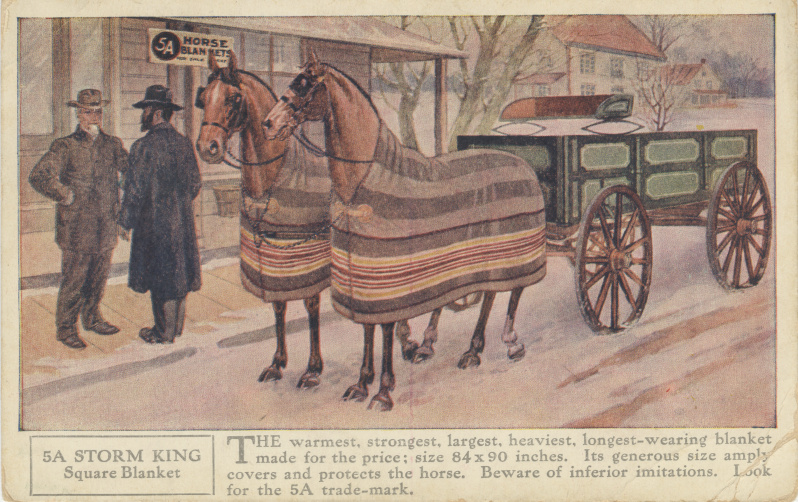
Historische Darstellung von Pferden mit Pferdedecken (1910)
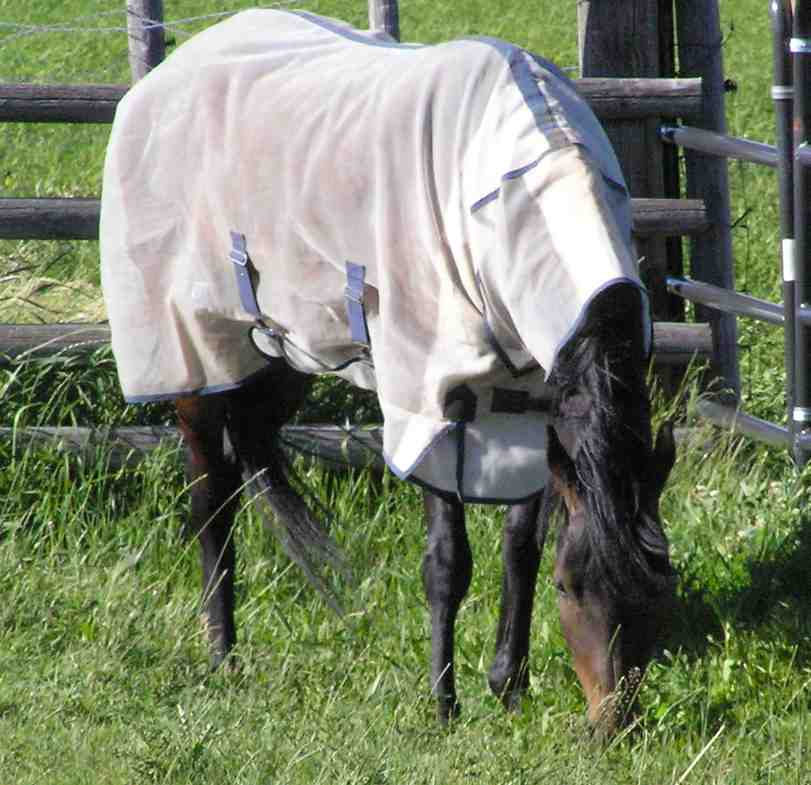
Sommerdecke zum Schutz vor Insekten
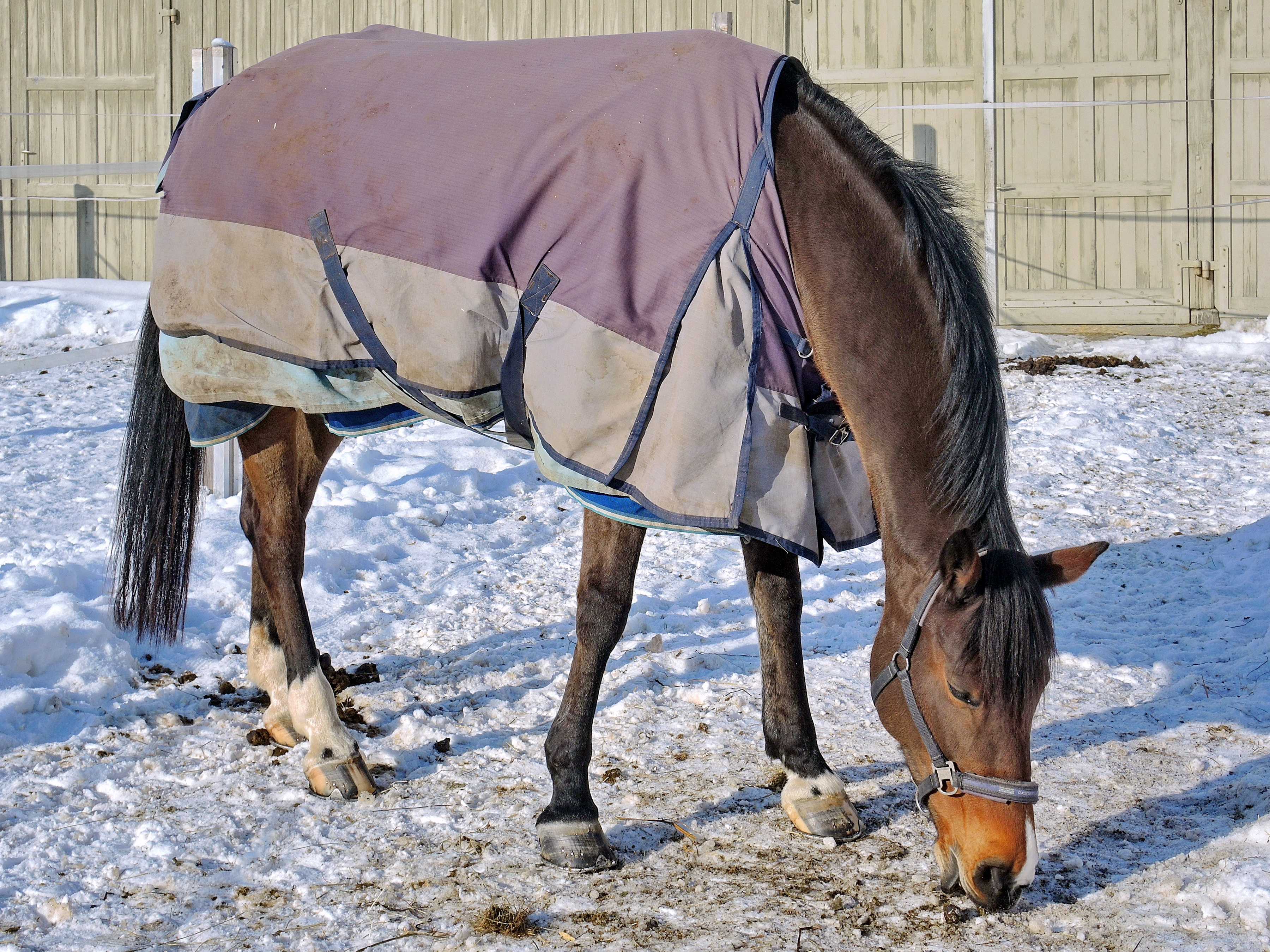
Winterdecke zum Schutz gegen Kälte
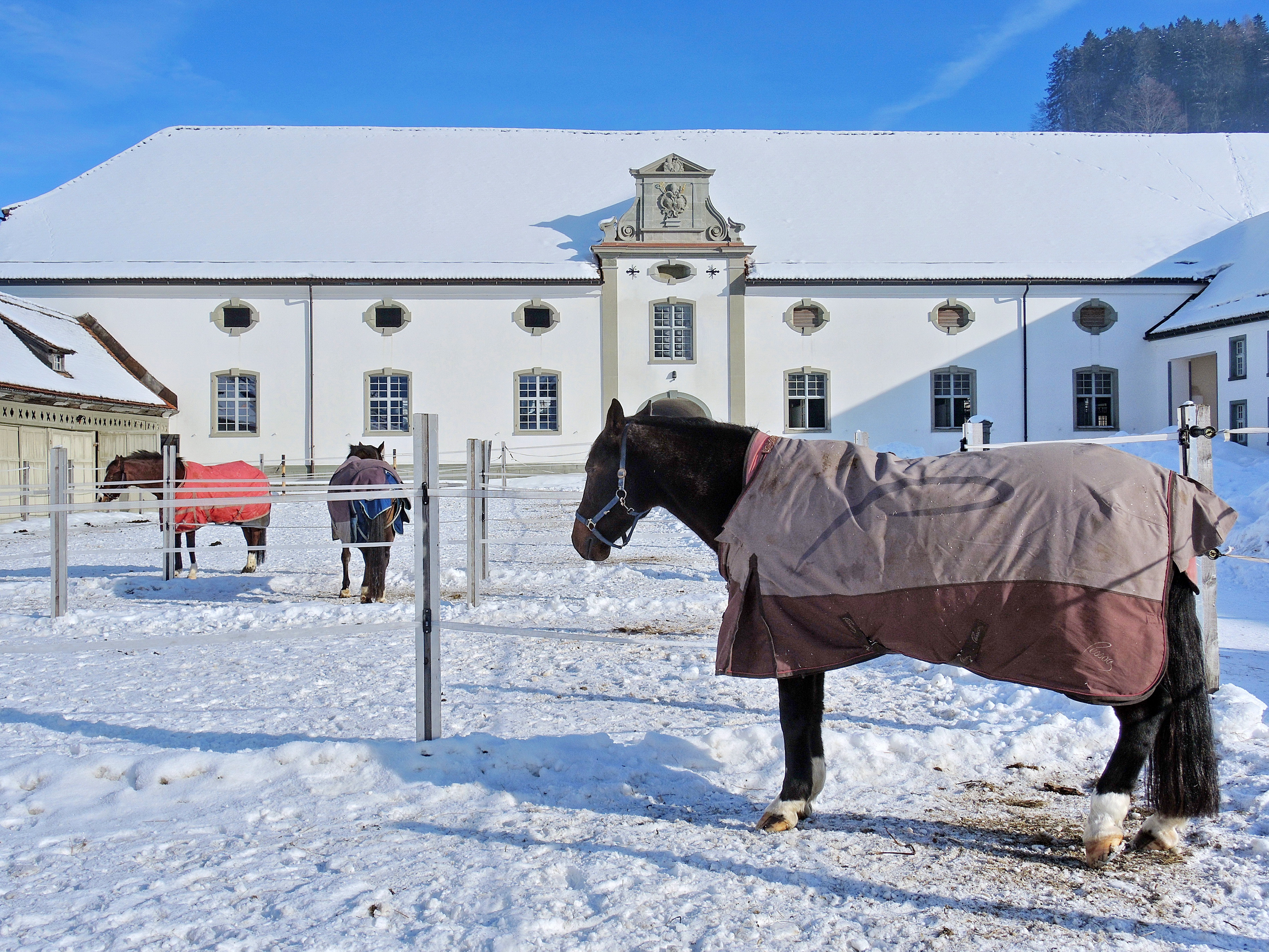
Winterdecken
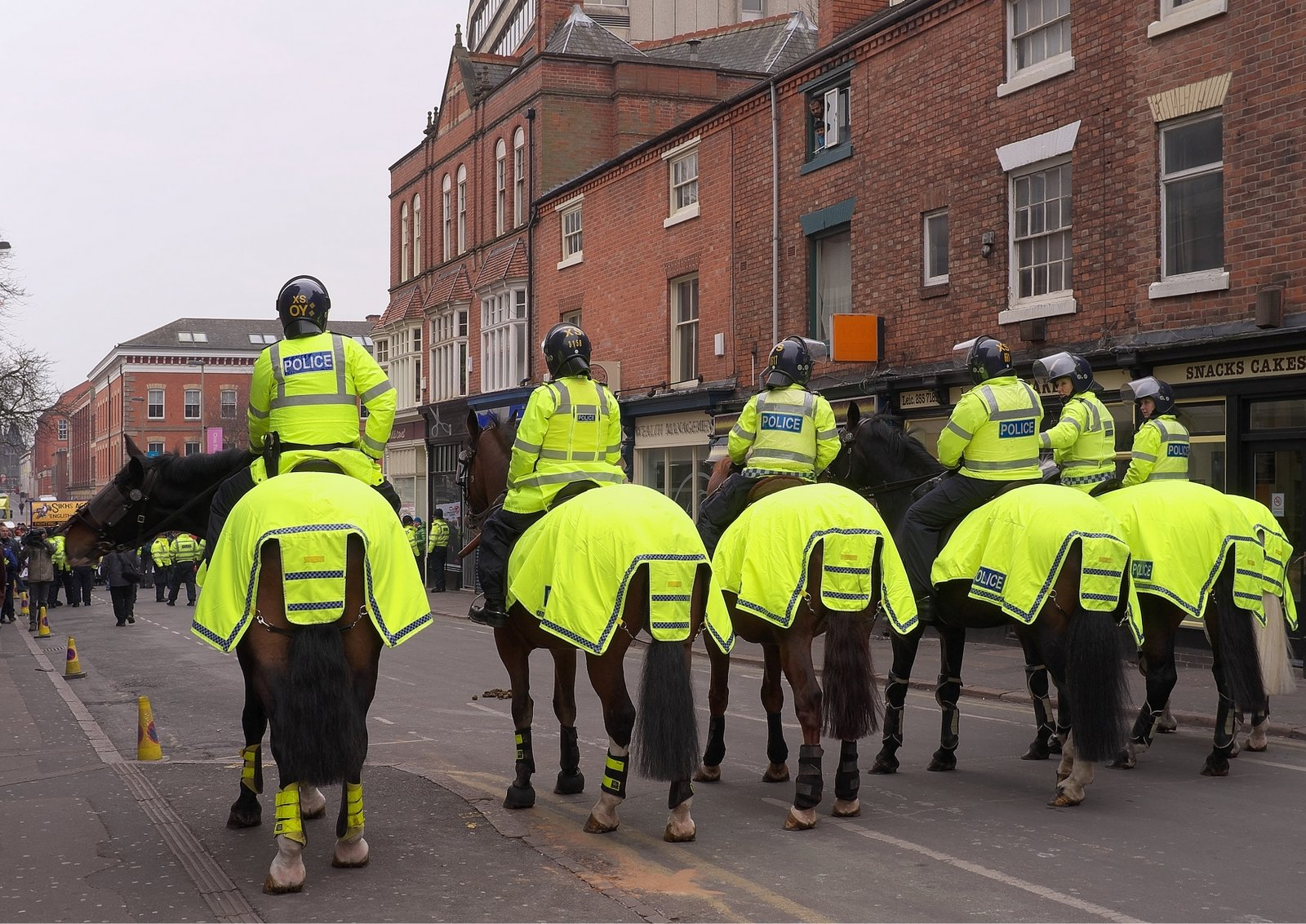
Polizeipferde mit Schutzkleidung
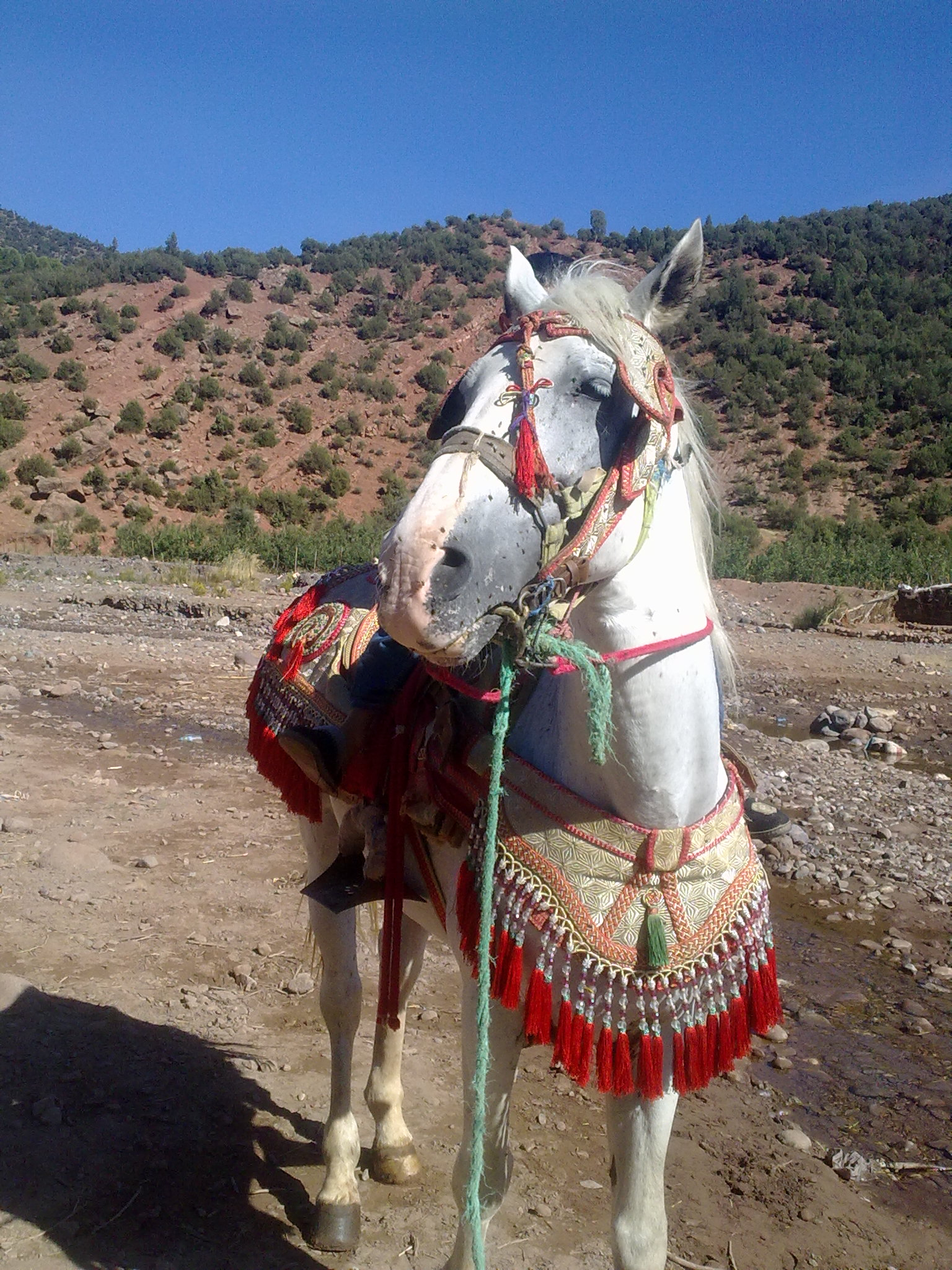
Festlich geschmücktes Reitpferd
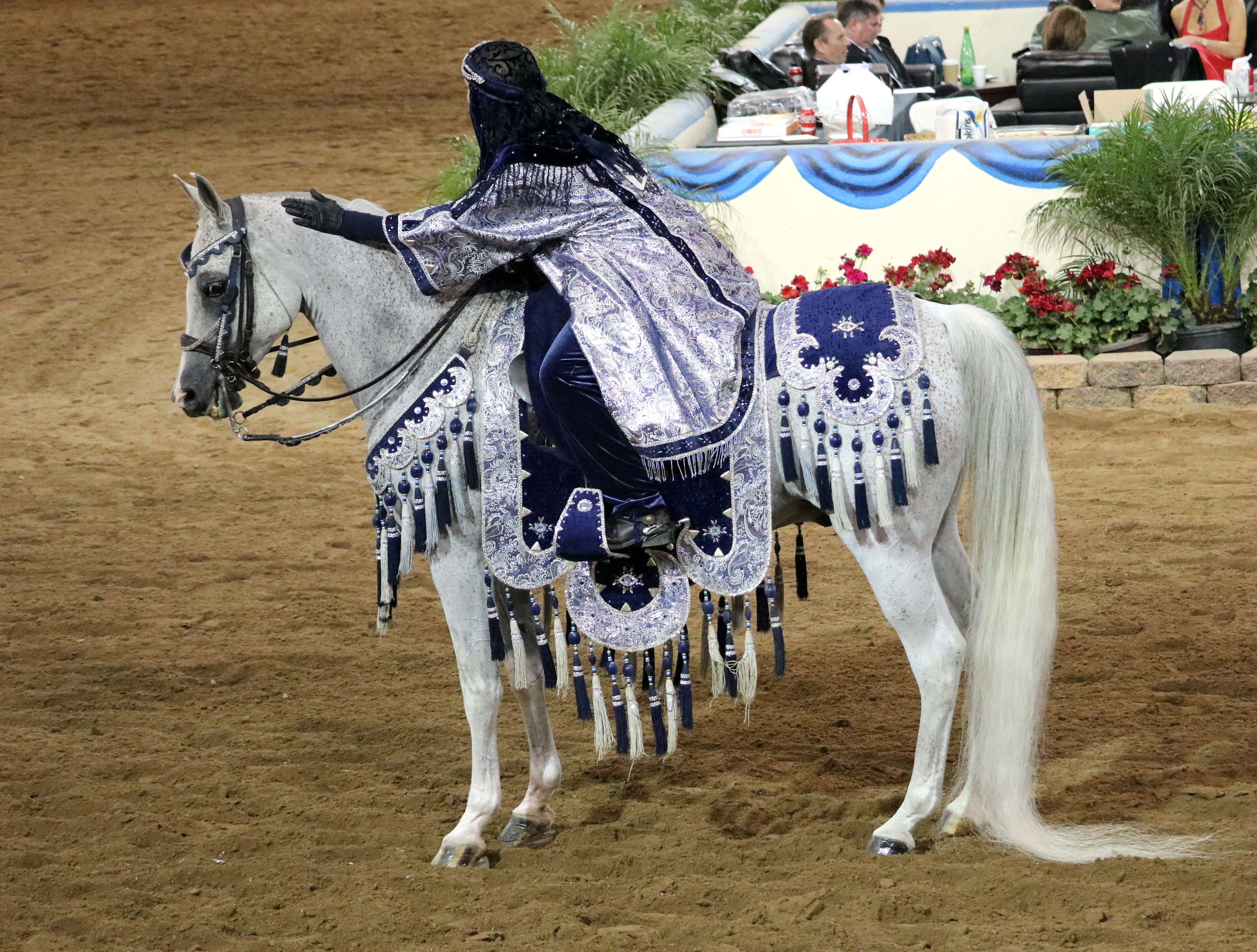
Kostümiertes Pferd bei der Scottsdale Arabian Horse Show

## Tierschutzgedanke
Vom Standpunkt des Tierschutzes ist Hundebekleidung zum Warmhalten bei Zwergrassen zweckmäßig, wenn sie die natürlichen Bewegungsabläufe nicht einschränkt. Ein Body ist als medizinisches Hilfsmittel nach Operationen oder wenn eine Verletzung genäht wurde, manchmal erforderlich und ebenfalls unbedenklich. Gezüchtete Haarlosigkeit bei Nackthunden und Nacktkatzen ist ein Merkmal von Qualzuchten. Bei kurzhaarigen Hunden aus dem Mittelmeerraum und anderen Rassen, die keine Unterwolle bilden, sowie bei kurz geschorenem Fell oder entzündlichen Erkrankungen des Bewegungsapparates schützt ein Mantel oder Pullover, bei empfindlichen Atemwegen ein Halstuch oder Wollschal vor Leid durch Auskühlen und Folgeerkrankungen bzw. Verschlimmerung der Beschwerden. Allerdings kann ein durchfeuchteter Pullover die Wirkung ins Gegenteil verkehren.
Sonstige Tierbekleidung

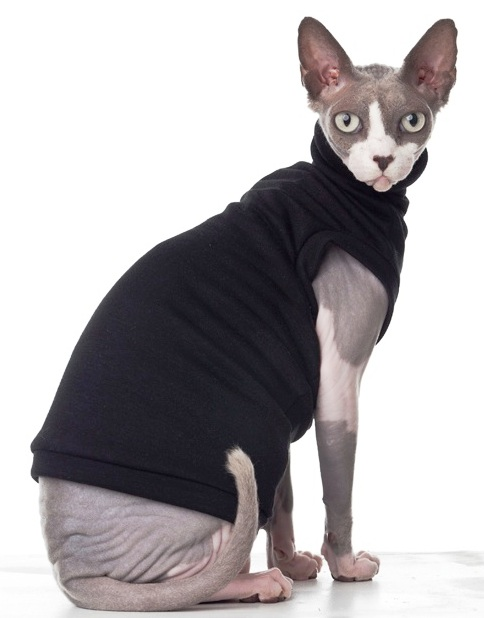
Sphynx-Katze mit infolge der Qualzucht erforderlicher Bekleidung
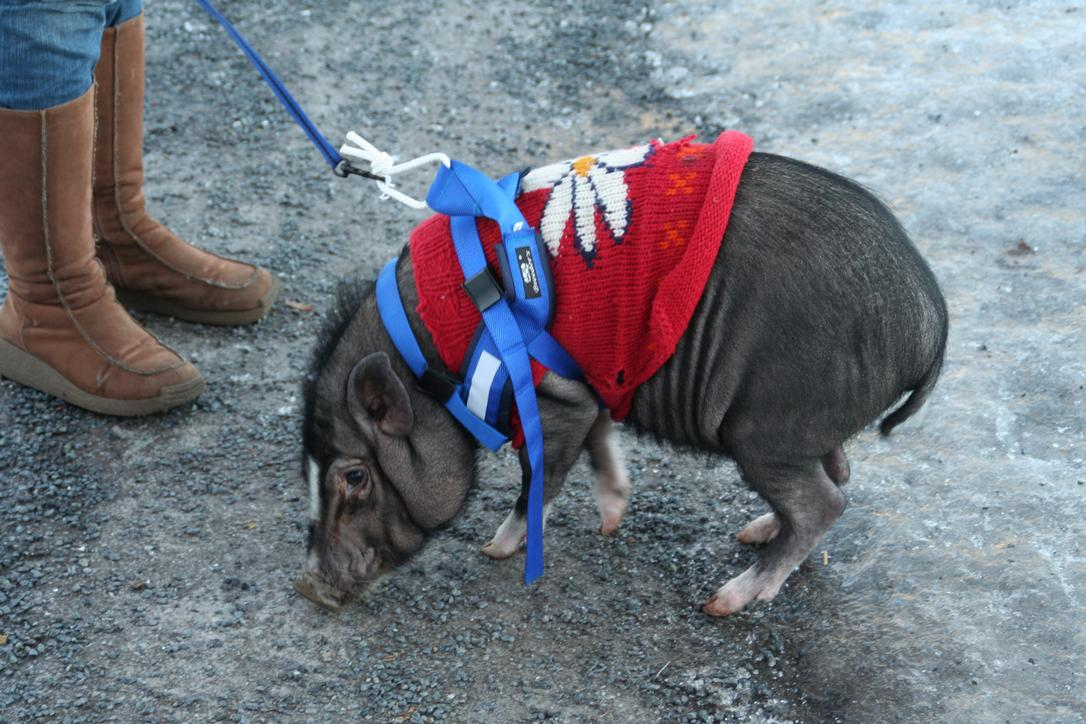
Schweinchen mit Stickoberteil
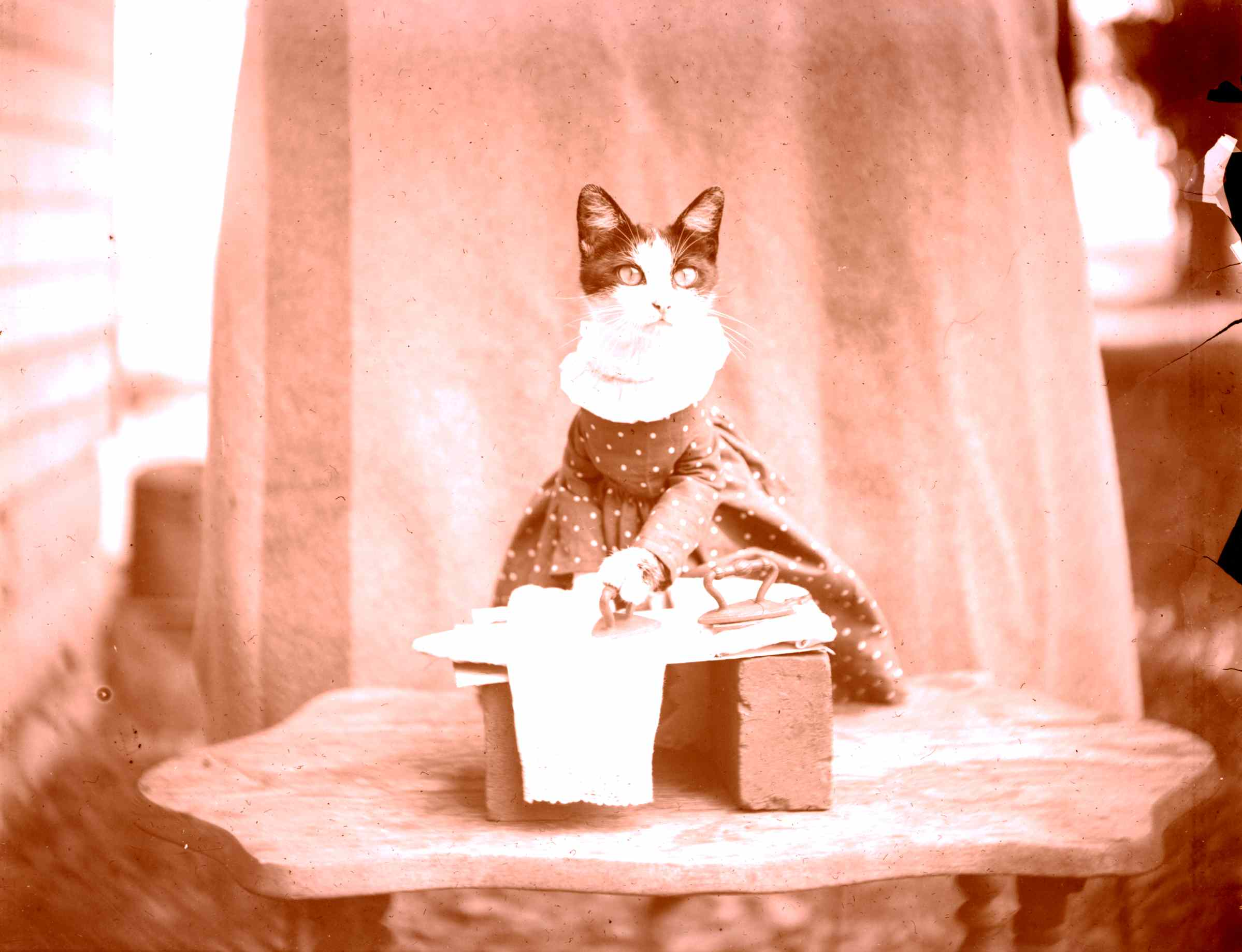
Bügelnde Katze, Kinderbuchmotiv von 1911
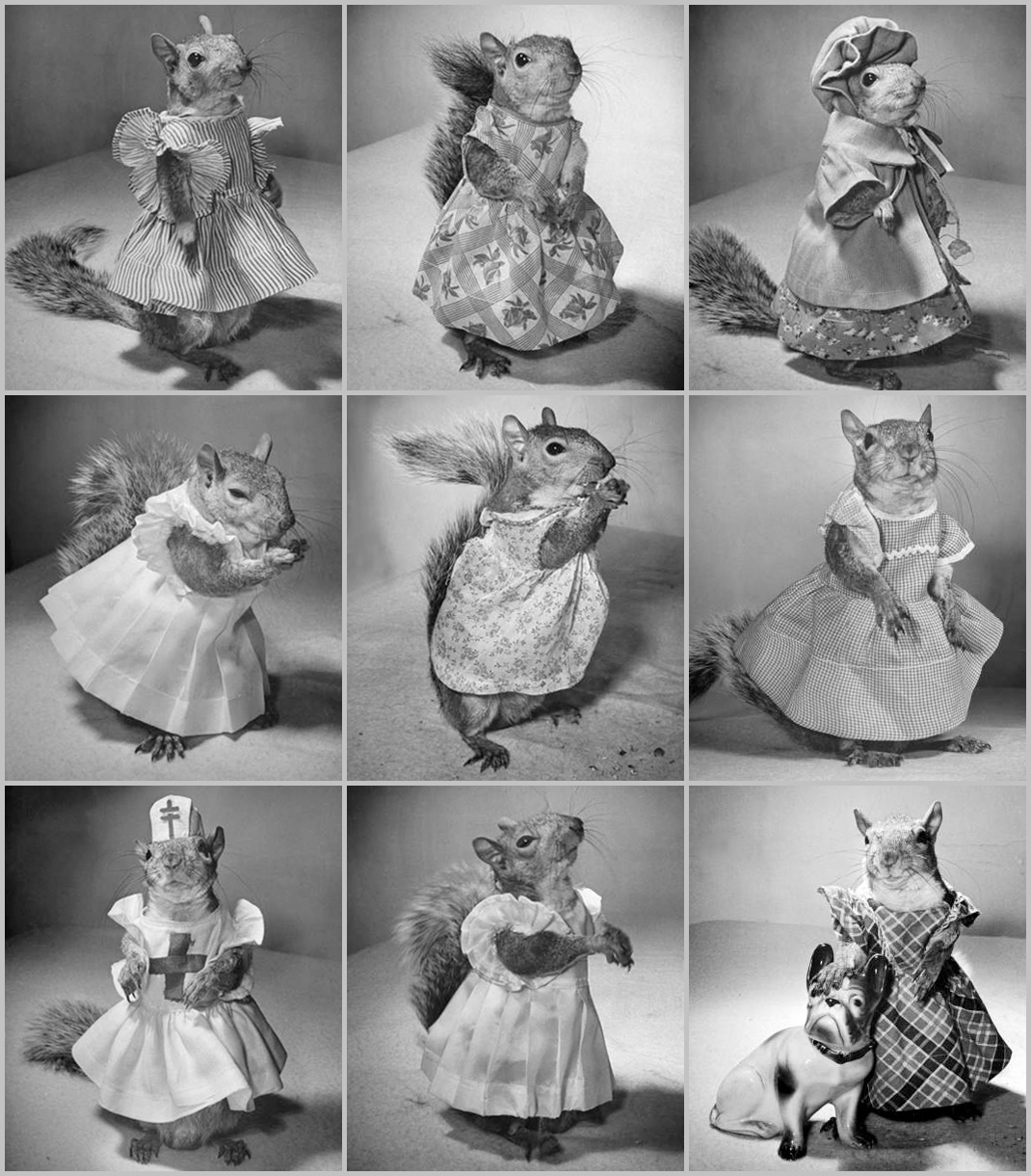
Grauhörnchen in unterschiedlichen Outfits, 1944
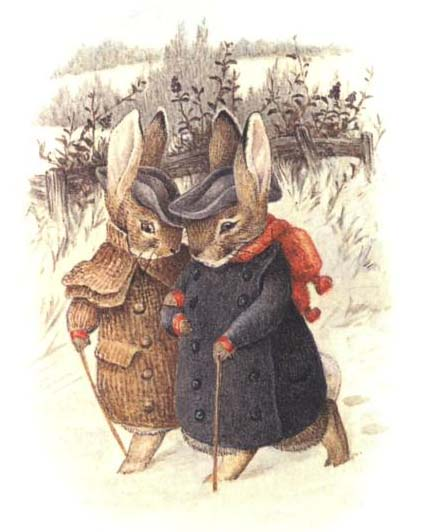
Fiktionale Darstellung bekleideter Hasen, 1917 von Beatrix Potter